# UNRISD
UNRISD, Instytut Badawczy Narodów Zjednoczonych dla Rozwoju Społecznego (ang. United Nations Research Institute for Social Development; fr. Institut de recherche des Nations Unies pour le développement social). Instytut ten powstał w 1963 roku. Swoją działalność rozpoczął 1 lipca 1964. Jest on jedną z autonomicznych instytucji ONZ. Na początku był finansowany z funduszu specjalnego rządu holenderskiego ustanowionego w ramach I Dekady Rozwoju, a od 1968 roku z dobrowolnych dotacji rządów państw członkowskich ONZ i ze źródeł niepaństwowych. Jego siedziba znajduje się w Pałacu Narodów (Palais des Nations) w Genewie, w Szwajcarii. Językami oficjalnymi UNRISD są angielski i francuski. Instytut ten uczestniczy w przygotowywaniu globalnych i międzynarodowych konferencji związanych z polityką społeczną.

## Zadania i cele
UNRISD zajmuje się prowadzeniem badań związanych z polityką społeczną oraz problemami rozwoju społeczno-gospodarczego w czasie różnych faz transformacji ustrojowej państw. Zostały wyróżnione cztery dziedziny tych badań: współzależność między ekonomicznymi a społecznymi czynnikami w procesie rozwoju; metodologia planowania społecznego; metody i problemy rozwoju społecznego i planowania na szczeblu lokalnym; badania rozwoju regionalnego. Prace badawcze zajmują się m.in. tematami wpływu społeczeństwa na planowanie urbanistyczne, udziału biznesu w trwałym rozwoju, porównaniami modeli państwa opiekuńczego na świecie, odbudowy społeczeństw dotkniętych wojnami, globalizacji i obywatelstwa, środowiska naturalnego, a także technologiami informatycznymi a rozwojem społecznym. W latach 60. J. Drewnowski zaproponował pomiar indeksu poziomu życia, mając w ten sposób swój wkład w pracach Instytutu. W latach 70. i 80. UNRISD zaczyna koncentrować się na dyskryminacji, nierówności, ruchach socjalnych i uczestnictwie społecznym, zamiast na badaniach nad tradycyjną polityką społeczną. 

## Organy
Najwyższym organem UNRISD jest Rada, w której skład wchodzą dyrektorzy trzech regionalnych instytutów ONZ do spraw rozwoju gospodarczego i społecznego, siedmiu członków wybieranych przez Komisję Społeczną i zatwierdzanych przez Radę Gospodarczo-Społeczną ONZ, oraz Dyrektora UNRISD, Przewodniczącego Rady mianowanego przez Sekretarza Generalnego ONZ i dwóch przedstawicieli wybranych z następujących organizacji wyspecjalizowanych: ILO, FAO, UNESCO, WHO, którzy są wybierani na zasadzie rotacji. W skład personelu UNRISD wchodzi Dyrektor i szesnastu członków, którzy są specjalistami z różnych dziedzin wiedzy. Istnieje też możliwość zatrudnienia konsultantów do wykonywania określonych badań oraz współpracy z naukowcami. Instytut ten współpracuje z Sekretariatem ONZ, regionalnymi instytutami ONZ do spraw rozwoju gospodarczego i społecznego, a także organizacjami wyspecjalizowanymi, które działają w podobnych dziedzinach.